# Neopilio australis
Neopilio australis − gatunek kosarza z podrzędu Eupnoi i rodziny Neopilionidae. Do 2011 roku był jedynym znanym przedstawicielem monotypowej podrodziny Neopilioninae.

## Występowanie
Gatunek endemiczny dla Republiki Południowej Afryki.